# Hospital Británico (Montevideo)
El Hospital Británico es una institución uruguaya  sin fines de lucro, que funciona como hospital privado. La misma se encuentra en el barrio Parque Batlle de la ciudad de Montevideo  
Su principal sanatorio, se encuentra  catalogado como Monumento Histórico Nacional.

## Historia

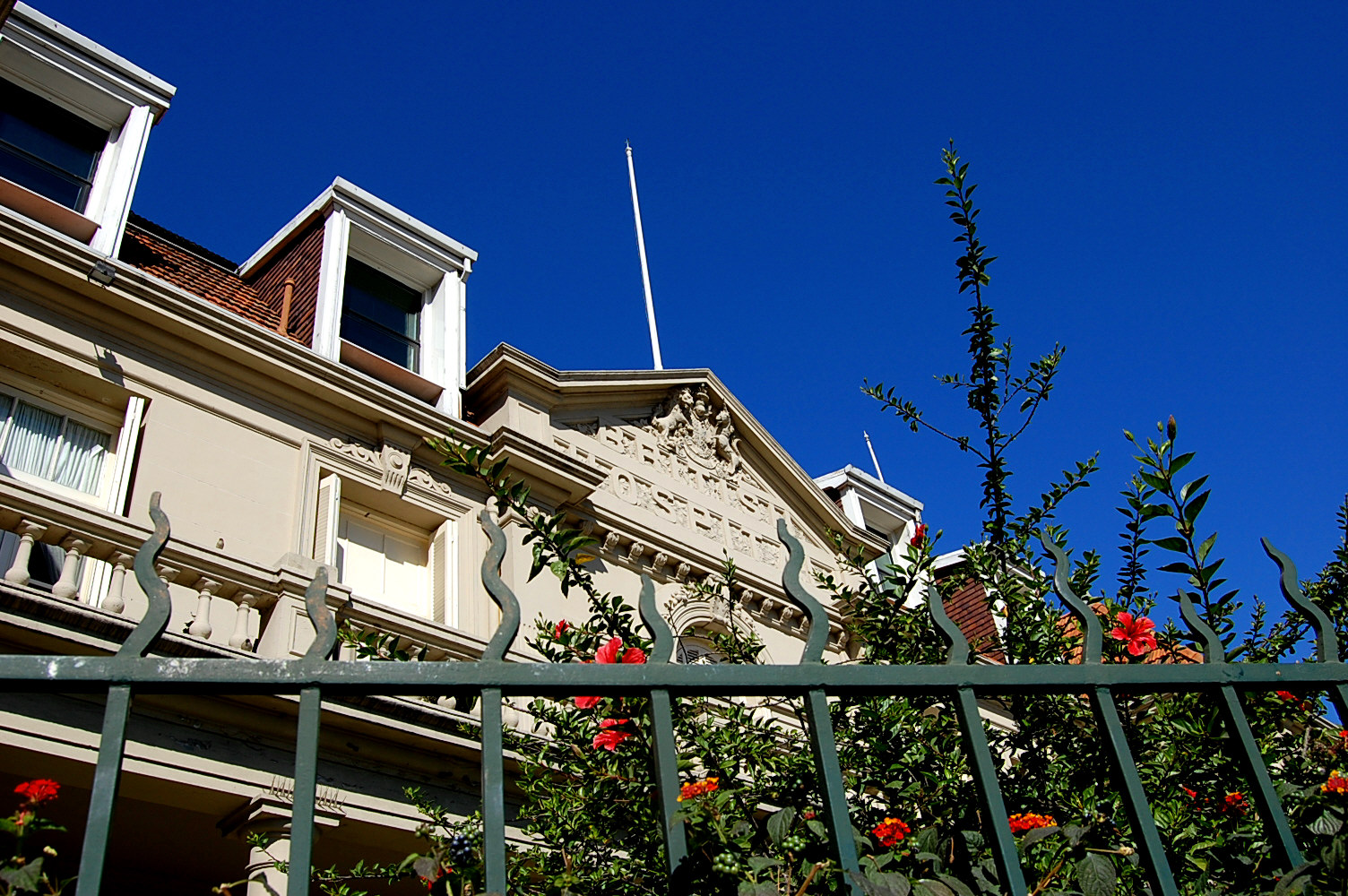
Jardín del Sanatorio King Edward VII

La historia del Hospital Británico se remonta a 1857 cuando los británicos residentes en Montevideo fundan el Hospital Extranjero, ubicado en la Ciudad Vieja de Montevideo. 
A inicios del siglo veinte, se adquiere un terreno sobre las inmediaciones del Parque Batlle para la construcción de su sanatorio. La obra del mismo se le encomendaria al arquitecto John Adams. El 24 de julio de 1913 es inaugurado el Sanatorio Rey Edward VII, nombrado en honor al monarca británico fallecido en 1910.
En los años sesenta, y ante la necesidad de ampliar el sanatorio, le encomendaron al arquitecto Román Fresnedo Siri, la ampliación del sanatorio. Obra que culminaría en 1961. En el año 2006 el Estudio Gómez Platero se encargaría de ampliar y actualizar parte del edificio construido por Fresnedo Siri. 
Esta institución durante mucho tipo brindó asistencia a los empleados ferroviarios de las compañías inglesas de ferrocarriles, asistencia que continuó brindando cuando dichos servicios fueron estatizados. 
Desde hace más de 40 años, ofrece un seguro de salud privado para sus miembros llamado "Plan Hospital Británico".
En 2016, el hospital fue galardonado con el Premio Estrella del Sur.

## Sanatorios

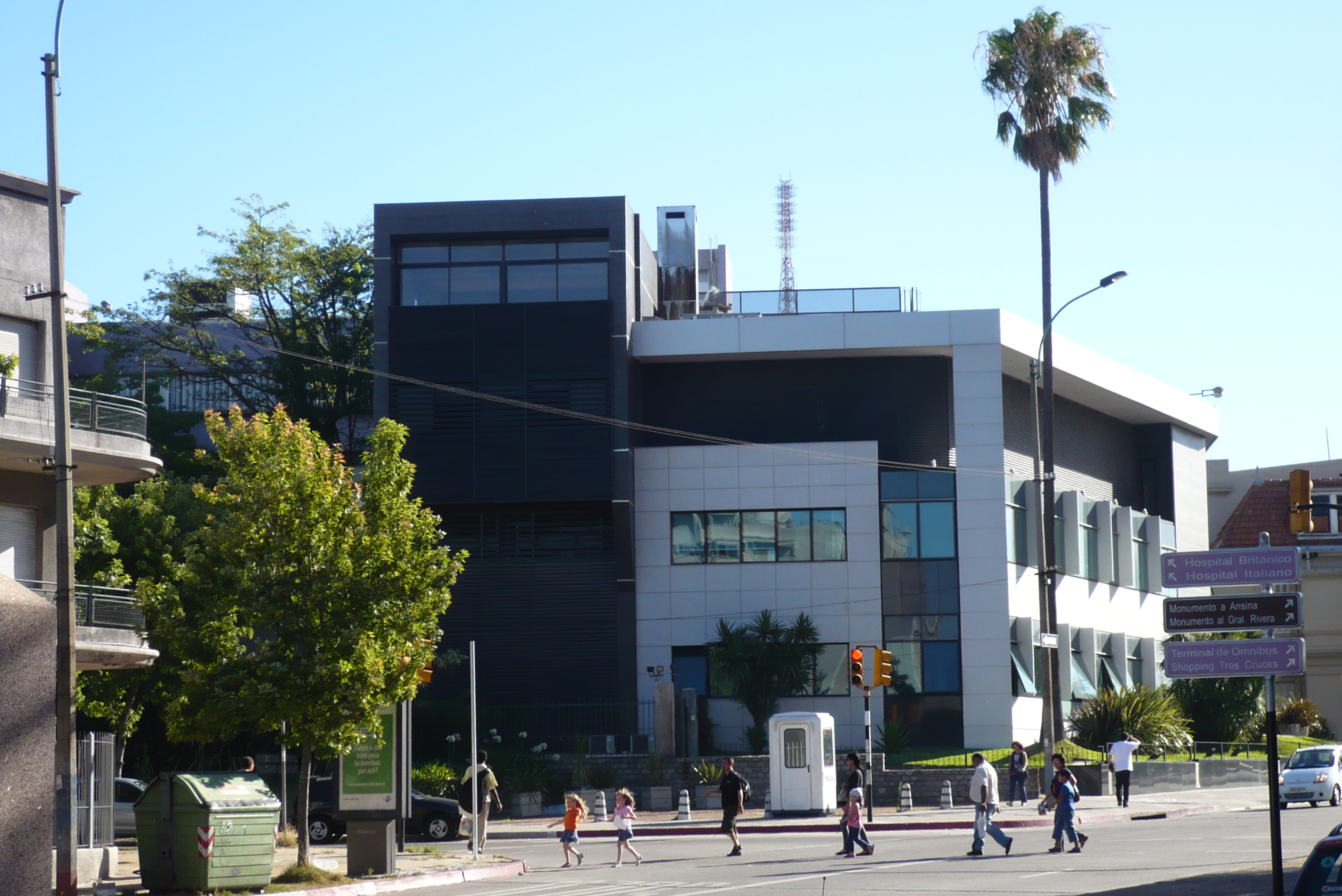
Edificio central Hospital Británico ala hacia Avelino Miranda.

- Sanatorio King Edward VII
- Sanatorio Queen Isabel II
- Clínica Parque Batlle
- Clínica Carrasco